# Isleria
Isleria – rodzaj ptaków z rodziny chronkowatych (Thamnophilidae).

## Występowanie
Rodzaj obejmuje gatunki występujące w Amazonii.

## Morfologia
Długość ciała 8,5–9,5 cm, masa ciała 8,5–12 g.

## Systematyka

### Nazewnictwo
Nazwa rodzajowa pochodzi od nazwiska Mortona I. Islera oraz Phyllis R. Isler, amerykańskich ornitologów specjalizujących się w taksonomii i systematyce ptaków neotropikalnych.

### Podział systematyczny
Wcześniej oba gatunki umieszczane były w rodzaju Myrmotherula. Gatunkiem typowym jest Myrmothera guttata (= Isleria guttata). Do rodzaju należą następujące gatunki:
- Isleria hauxwelli (P.L. Sclater, 1857) – kusomrówiaczek popielaty
- Isleria guttata (Vieillot, 1824) – kusomrówiaczek rudobrzuchy